# Монтгомері-Крік (Каліфорнія)
Монтгомері-Крік (англ. Montgomery Creek) — переписна місцевість (CDP) в США, в окрузі Шаста штату Каліфорнія. Населення — 176 осіб (2020).

## Географія
Монтгомері-Крік розташоване за координатами 40°50′35″ пн. ш. 121°55′14″ зх. д. / 40.84306° пн. ш. 121.92056° зх. д. (40.842962, -121.920540).  За даними Бюро перепису населення США в 2010 році переписна місцевість мала площу 8,55 км², з яких 8,42 км² — суходіл та 0,12 км² — водойми.

## Демографія
Згідно з переписом 2010 року, у переписній місцевості мешкали 163 особи в 61 домогосподарстві у складі 39 родин. Густота населення становила 19 осіб/км².  Було 69 помешкань (8/км²).
Расовий склад населення:
| - 71,8 % — білих - 9,8 % — корінних американців - 1,2 % — чорних або афроамериканців - 5,5 % — осіб інших рас |

До двох чи більше рас належало 11,7 %. Частка іспаномовних становила 11,0 % від усіх жителів.
За віковим діапазоном населення розподілялося таким чином: 29,4 % — особи молодші 18 років, 55,3 % — особи у віці 18—64 років, 15,3 % — особи у віці 65 років та старші. Медіана віку мешканця становила 40,4 року. На 100 осіб жіночої статі у переписній місцевості припадало 109,0 чоловіків;  на 100 жінок у віці від 18 років та старших — 98,3 чоловіків також старших 18 років.
Середній дохід на одне домашнє господарство  становив 56 649 доларів США (медіана — 57 386), а середній дохід на одну сім'ю — 63 297 доларів (медіана — 62 614). За межею бідності перебувало 3,2 % осіб, у тому числі 0,0 % дітей у віці до 18 років та 0,0 % осіб у віці 65 років та старших.
Цивільне працевлаштоване населення становило 58 осіб. Основні галузі зайнятості: будівництво — 39,7 %, транспорт — 24,1 %, освіта, охорона здоров'я та соціальна допомога — 12,1 %, науковці, спеціалісти, менеджери — 8,6 %.